# 1998.1.16,17 TOKYO TAKARAZUKATHEATER
『1998.1.16,17 TOKYO TAKARAZUKATHEATER』は、少年隊のコンサートビデオ、DVD。VHSは1998年4月29日発売。また、DVDは「少年隊 35th Anniversary Best」(完全発注限定盤)2020年12月12日に発売。発売元はジャニーズ・エンタテイメント。

## 概要
1998年1月16日-17日に行われたコンサートの模様を収録した。

## 収録曲
1. 日本よいとこ摩訶不思議
2. 千年メドレー - 東山紀之
  1. Ever Dream
  2. All The World Is A Stage
3. HOLD YOU TIGHT - 錦織一清
4. Super Ster - 植草克秀
5. FUNKY FLUSHIN'
6. stripe blue
7. Baby Baby Baby
8. ABC
9. バラードのように眠れ
10. 仮面舞踏会
11. What's your name?
12. 湾岸スキーヤー
13. メドレー - 植草克秀
  1. ジュリエットの手紙
  2. April Hurricane
  3. 横浜ABC
  4. ヘルプ・ミー
14. アンダルシアに憧れて - 東山紀之
15. まいったネ 今夜 - 東山紀之
16. SHE'S OUT OF MY LIFE - 錦織一清
17. ガ・ガ・ガ
18. 続・じれったいね
19. Oh!!
20. ヴギウギ・キャット!
21. 君だけに
22. 湾岸スキーヤー
23. PGF